# اندرو بین
اندرو بین (انگلیسی: Bonar Bain؛ ۴ فوریهٔ ۱۹۲۳ – ۱۸ فوریهٔ ۲۰۰۵) یک هنرپیشه اهل کانادا بود.